# Ernest Folch i Folch
Ernest Folch (Barcelona, 1972) és un periodista i editor català.
Fill de l'editor Xavier Folch i Recasens, és llicenciat en filologia catalana. Des del 2011 fins al 2016 va ser director d'Ediciones B i president de l'Associació d'Editors en Llengua Catalana i vicepresident del Gremi d'Editors de Catalunya. Col·laborador en diferents mitjans de comunicació de ràdio, televisió i premsa. Ha estat director editorial del Grup 62, editor del grup RBA, fundador i conseller delegat d'Ara Llibres i conseller delegat de 36L Books i Leqtor.com. Fou director del diari Sport entre el febrer de 2016 i el juliol de 2020.